# Erzbistum Makassar
Das Erzbistum Makassar (lateinisch Archidioecesis Makassarensis) ist eine in Indonesien gelegene römisch-katholische Erzdiözese mit Sitz in Makassar.

## Geschichte
Das Erzbistum Makassar wurde am 13. April 1937 durch Papst Pius XI. mit der Apostolischen Konstitution Catholicae fidei aus Gebietsabtretungen des Apostolischen Vikariates Celebes als Apostolische Präfektur Makassar errichtet.  Am 13. Mai 1948 wurde die Apostolische Präfektur Makassar durch Papst Pius XII. mit der Apostolischen Konstitution In Archipelagi Indonesiani zum Apostolischen Vikariat erhoben.
Am 3. Januar 1961 wurde das Apostolische Vikariat Makassar durch Papst Johannes XXIII. mit der Apostolischen Konstitution Quod Christus zum Erzbistum erhoben. Das Erzbistum Makassar wurde am 22. August 1973 in Erzbistum Ujung Pandang umbenannt. Am 15. März 2000 wurde das Erzbistum Ujung Pandang in Erzbistum Makassar umbenannt.

## Ordinarien

### Apostolische Präfekten von Makassar
- Gerardo Martino Uberto Martens CICM, 1937–1948

### Apostolische Vikare von Makassar
- Nicolas Martinus Schneiders CICM, 1948–1961

### Erzbischöfe von Makassar
- Nicolas Martinus Schneiders CICM, 1961–1973

### Erzbischöfe von Ujung Pandang
- Theodorus Lumanauw, 1973–1981
- Franciscus van Roessel CICM, 1988–1994
- Johannes Liku Ada’, 1994–2000

### Erzbischöfe von Makassar
- Johannes Liku Ada’, 2000–2024
- Fransiskus Nipa, seit 2024